# Frappe avec ta tête
Singles de Daniel Balavoine
Aimer est plus fort que d'être aimé
(1986) Lipstick polychrome
(1989)
Pistes de Loin des yeux de l'Occident
Les Petits Lolos
(3) Vidéo "Serie Noire"
(5)
Frappe avec ta tête est une chanson du chanteur et auteur-compositeur Daniel Balavoine. Issue de l'album Loin des yeux de l'Occident, sorti en octobre 1983 et évoquant la torture dans les pays d'Amérique latine soumis aux dictateurs militaires, elle narre l'histoire d'un écrivain-poète argentin auquel on a coupé la langue et les doigts, dont le seul moyen de s'exprimer est de frapper avec sa tête.
Dédiée au pianiste argentin Miguel Ángel Estrella, la chanson Frappe avec ta tête est sortie en mars 1984 en tant que face B du single Les Petits Lolos, également extrait de l'album. Le titre est curieusement orthographié Frappe avec la tête,, avant d'être réédité en 1989 à nouveau single, mais cette fois-ci en face A dans une version remixée (et sous-titrée À l'écrivain argentin) et en ayant pour face B une autre chanson de Loin des yeux de l'Occident, Élu par les bœufs.